# Wilhelm Frede

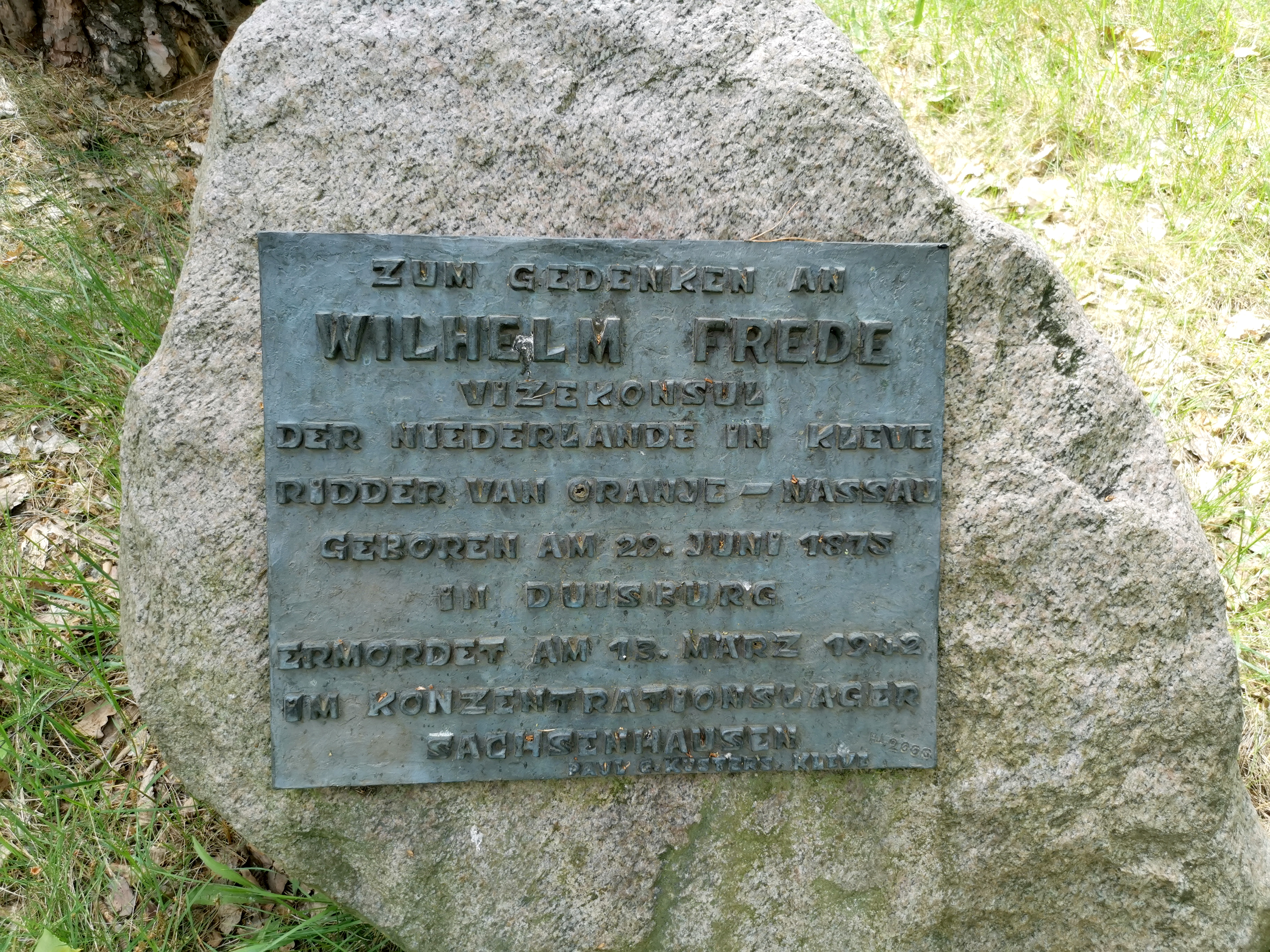
Gedenkstein in der Gedenkstätte und Museum Sachsenhausen

Wilhelm Frede (* 29. Juni 1875 in Meiderich; † 13. März 1942 im KZ Sachsenhausen) war ein deutscher Diplomat in Diensten des niederländischen Konsulats, der als Opfer des Nationalsozialismus starb.

## Leben
Der 1875 als eines von sechs Kindern von Julius und Adelgunde Frede geborene Wilhelm Frede besuchte von 1882 bis 1889 die Volksschule Meiderich und absolvierte im Anschluss bis 1894 eine kaufmännische Lehre bei den Rheinischen Stahlwerken in Duisburg. Daraufhin war er von 1894 bis 1897 als Büroangestellter in der „Verlags-Buchhandlung Hoffmann“ in Duisburg und ab 1897 als Buchhalter in der „Weingroßhandlung Remy“ in Kleve tätig. Als sein Arbeitgeber Theodor Remy zum ehrenamtlichen Konsul des niederländischen Konsulats in Kleve ernannt wurde, folgte ihm Frede und wurde Konsulatsbediensteter. Nach seiner Heirat mit Maria Brohl und der Geburt seine Tochter Mathilde 1903/04 sowie ehrenamtlichen Engagements in vielen, teils erst durch ihn begründeten Vereinen (darunter der Ortsverband des Katholischen Kaufmännischen Vereins und der DJK Rhenania Kleve), wurde der 1910 der Zentrumspartei beigetretene Frede 1916 Konsulatssekretär und ab 1926 stellvertretender Konsul. Für seine 40-jährige Tätigkeit im Dienst des niederländischen Konsulats wurde Frede am 28. April 1938 durch Königin Wilhelmina der Niederlande zum Ritter des Ordens von Oranien-Nassau ernannt.
Nach der nationalsozialistischen Machtübernahme im Deutschen Reich geriet Frede als religiös bekennender Vizekonsul, an den sich viele Flüchtlinge und Ausreisewillige wandten, zunehmend in Konflikt mit der NS-Politik, obgleich nur ein einzelner Fall des Protests vollständig dokumentiert werden konnte. Als Frede während der Novemberpogrome 1938 am 10. November einige Jungen zur Rede stellte, die das Haus des Juden Bernhard Gonsenheimer mit Steinen bewarfen, wurde er von einem Passanten beschimpft und später gegenüber der Gestapo denunziert, was für Frede weitreichende Folgen haben sollte, die mit seiner Beschattung durch die Gestapo ab 1940 begannen. Dennoch nahm Frede weiterhin an Prozessionen teil, unterhielt Kontakte mit katholischen Geistlichen und scheute sich nicht jüdische Mitbürger zu grüßen und mit ihnen zu sprechen, so dass er als „politisch unzuverlässig“, als „fanatischer Katholik“ und als „Judenfreund“ galt.
Nach der Besetzung der Niederlande durch die deutsche Wehrmacht (Fall Gelb) wurde das niederländische Konsulat in Kleve geschlossen, Frede wurde daraufhin Leiter der durch das schwedische Vize-Konsulat Duisburg im einstigen niederländischen Konsulat eingerichteten Hilfestelle für niederländische Staatsangehörige. Am 6. Oktober 1941 wurde Frede auf Druck der nationalsozialistischen Machthaber aus dem Dienst des schwedischen Konsulats entlassen. Zwei Tage später empfahl das Grenzkommissariat in Kleve Frede in „Schutzhaft“ zu nehmen, da dieser einem Gestellungsbefehl nicht nachgekommen sei. Am 31. Oktober 1941 wurde Haftbefehl gegen Frede erlassen, der am 3. November des gleichen Jahres in Kleve inhaftiert wurde. Nach Vernehmungen durch die Gestapo, in denen insbesondere Fredes religiös begründete Weigerung zu einem Beitritt zur NSDAP und seine Hilfe für Bernhard Gonsenheimer während der Novemberpogrome thematisiert wurden, wurde Frede mit Anordnung vom 19. Dezember 1941 am 7. Februar 1942 ins KZ Sachsenhausen gebracht, wo er am 14. Februar als Häftling Nr. 41.087 inhaftiert wurde.

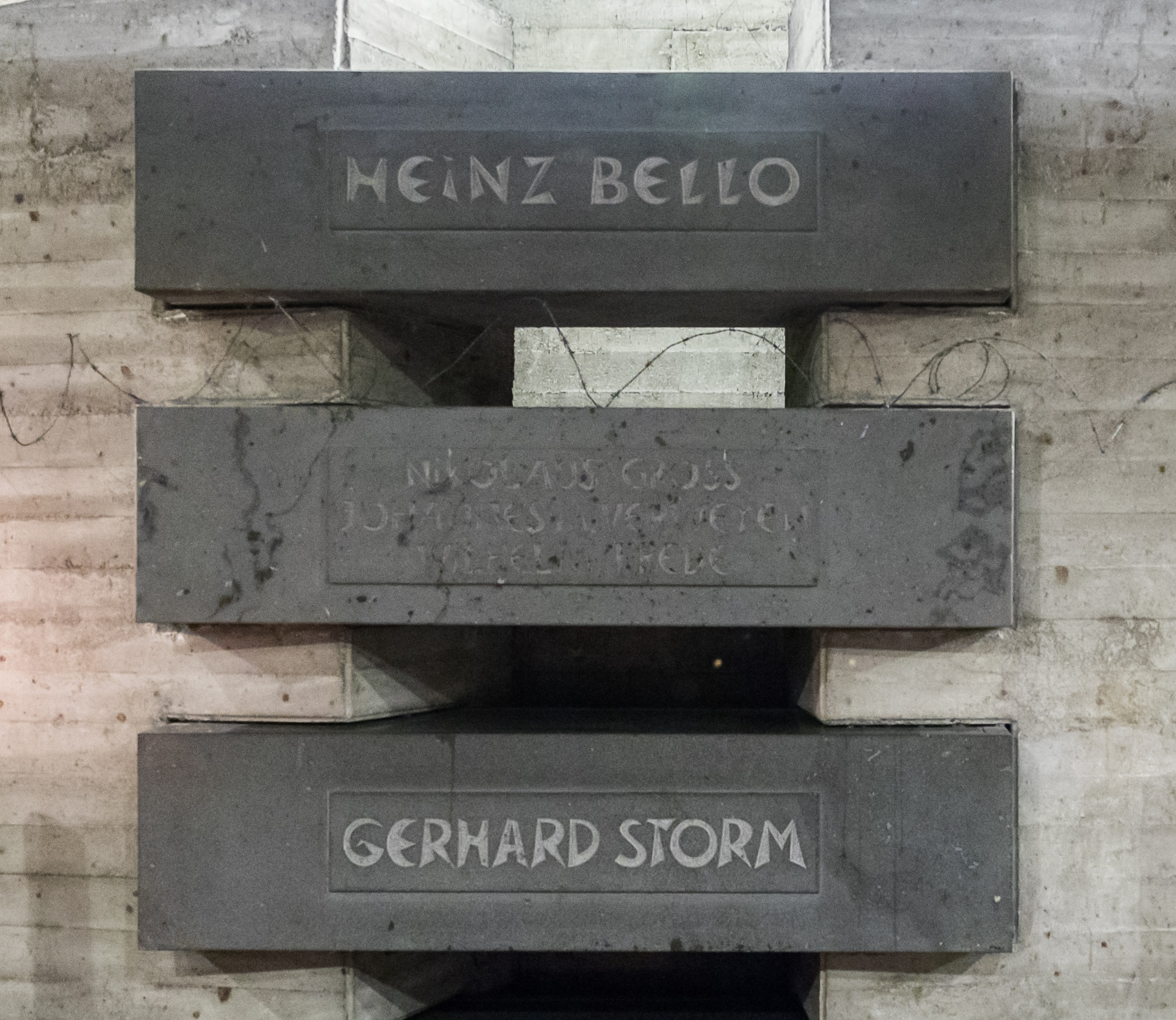
Kenotaph (mittig) für Nikolaus Groß, Johannes Maria Verweyen und Wilhelm Frede in der Krypta von St. Viktor in Xanten.

Bereits am 13. März 1942 verstarb Frede an den Folgen der Haft im KZ Sachsenhausen, sein Leichnam wurde verbrannt. Fredes Mithäftling Gustav Thorum berichtete, dass Frede erfror, nachdem er von Angehörigen der SS an eine Wand gehängt und mit Wasser überschüttet worden war. In der ersten Märzhälfte 1942 herrschten in der Gegend um Berlin bis zu zweistellige Minusgrade (die Tagesdurchschnittstemperatur in Berlin-Tegel am 13. März 1942 lag bei −7,4 °C). In der amtlichen Mitteilung hieß es, er sei durch eine Herzschwäche infolge einer Lungenentzündung verstorben.

## Gedenken
- In der Krypta der Xantener Stiftskirche St. Viktor gibt es als „Gedenkstätte neuzeitlicher Märtyrer“  einen leeren Sarkophag mit den Namen von drei „Glaubenszeugen“, darunter Wilhelm Frede. Einige Andenken an Frede werden seit 1966 in St. Viktor aufbewahrt.
- In Kleve tragen eine Straße und die Sportanlage der DJK Kleve seinen Namen. Auch eine Schule im Klever Ortsteil Rindern war nach Wilhelm Frede benannt. Trotz öffentlicher Proteste wurde sie in „Gesamtschule Am Forstgarten“ umbenannt.[2]
- Die katholische Kirche nahm Wilhelm Frede als Glaubenszeugen in das deutsche Martyrologium des 20. Jahrhunderts auf.
- Im Gedenkhain an der Gedenkstätte und Museum Sachsenhausen erinnert ein Gedenkstein an ihn.

## Seligsprechungsprozess
Das Bistum Münster hat nach einer umfangreichen Evaluation auf Bistumsseite einen Seligsprechungsprozess initiiert und die entsprechenden Unterlagen am 13. März 2020 der Kongregation für die Selig- und Heiligsprechungsprozesse im Vatikan eingereicht.